# 卡爾·帕金斯
卡爾·帕金斯（英語：Carl Perkins，1932年4月9日 - 1998年1月19日）是一位美國鄉村搖滾音樂人。從1954年開始，在田納西州孟菲斯市的太陽唱片錄音室灌錄唱片，他最著名的歌曲是《藍色麂皮鞋》。

## 音樂地位
查理·丹尼爾斯（Charlie Daniels）這樣說：「卡爾·帕金斯的歌曲把鄉村搖滾樂的時代擬人化，卡爾·帕金斯的音樂擬人化山區鄉村搖滾音樂比任何參與其中的樂手還多，因為他一直堅持到底。」帕金斯的歌曲都由知名音樂人（及朋友）灌唱，好有影響力的例如埃爾維斯·皮禮士利，披頭四樂隊，吉米·罕醉克斯，和尊尼·卡殊，這進一步鞏固了他在流行音樂史的地位。保羅·麥卡尼甚至聲稱：「如果沒有卡爾·帕金斯，就不會有披頭四。」

## 榮譽獎項
被譽為「鄉村搖滾之王」的卡爾·帕金斯，是「摇滚名人堂」及「葛萊美名人堂」的入選者。2004年，他在《滾石雜誌》的「史上一百個最偉大的藝術家」名單中，排名第九十九位。

## 唱片集

### 錄音室專輯
- Dance Album (1957)
- Whole Lotta Shakin' (1958)
- On Top (1969)
- My Kind of Country (1973)
- Ol' Blue Suede's Back (1978)
- Country Soul (1979)
- Disciple in Blue Suede Shoes (1984)
- Born to Rock (1989)

### 合作專輯
- Boppin' the Blues (1970, with NRBQ)
- Class of '55 (1986, with Roy Orbison, Jerry Lee Lewis & Johnny Cash)
- Carl Perkins & Sons (1993, with his sons Greg & Stan)
- Go Cat Go (1996, with various guest stars)

### 現場錄音專輯
- Live at Austin City Limits (1981)
- Silver Eagle Live (1997)
- Live (2000)

### 精選大碟
- Carl Perkins' Greatest Hits (1969) re-recordings